# Järvistensaari
Järvistensaari est une île de l'archipel finlandais du quartier de Satava à Turku en Finlande,.
.

## Présentation
Järvistensaari est située à environ sept kilomètres au sud-ouest du centre-ville.
L'île est située au nord de l'île de Satava et de Kutuluoto, à l'ouest d'Hirvensalo  et au sud de Ruissalo.
L'ile a une superficie de 88,6 hectares et sa plus grande longueur est de 2 kilomètres dans la direction Est-Ouest.
Järvistensaari compte de nombreux chalets d'été.
Dix des 99 bâtiments de l'île sont protégés.
Aujourd'hui, la plupart des propriétés sont des maisons de vacances, mais l'île compte aussi des résidences permanentes.
Järvistensaari abrite l'une des dernières habitations de l'archipel de Turku où vivent encore des pêcheurs professionnels,.